# جوناثان أور
جوناثان أور (بالإنجليزية: Jonathan Orr)‏ هو لاعب كرة قدم أمريكية أمريكي، ولد في 20 مارس 1983 في ديترويت في الولايات المتحدة.